# 木田幸紀
木田 幸紀（きだ ゆきのり、1954年 - ）は、テレビドラマプロデューサー。日本放送協会の専務理事放送総局長（放送統括）、2020東京オリンピック・パラリンピック業務統括（兼）（東京オリンピック・パラリンピック実施本部長）、デジタル業務統括（デジタルセンター担当）、大型企画開発センター担当。公益財団法人放送文化基金評議員、日本映画テレビプロデューサー協会会長。
大河ドラマ独眼竜政宗の監督や、大河ドラマ毛利元就の製作総指揮を経て、NHK名古屋放送局長等を歴任し、2011年ドラマ畑出身者として久々となるNHK理事に就任。公益財団法人NHK交響楽団理事長を経て、2016年からNHK専務理事・放送総局長。2020年退任。

## 略歴
- 1954年10月、京都府出身[3]
- 1977年3月、東京大学文学部卒業[3]
- 1977年4月1日、日本放送協会入社[2]
- 1977年6月、NHK旭川放送局放送部[3]
- 1982年8月、番組制作局ドラマ部[3]
- 1991年7月、放送総局・NHKエンタープライズ出向[3]
- 1992年8月、放送総局付、NHKエンタープライズ出向[3]
- 1995年1月、番組制作局ドラマ番組部チーフプロデューサー[3]
- 1998年6月、NHK大阪放送局放送センター芸能部チーフプロデューサー[3]
- 2002年6月、番組制作局ドラマ番組部チーフプロデューサー[3]
- 2005年6月、番組制作局芸能番組センタードラマ番組部エグゼクティブ・プロデューサー[3]
- 2006年6月、制作局第2制作センタードラマ番組部長[3]
- 2008年6月、制作局制作主幹[2]
- 2009年6月、NHK名古屋放送局長[2]
- 2011年4月、理事に就任[2]
- 2015年4月、公益財団法人NHK交響楽団経営主幹[3]
- 2015年5月、NHK交響楽団理事長[2]
- 2015年7月、一般社団法人日本映画テレビプロデューサー協会会長[4]
- 2016年4月、日本放送協会専務理事[2]
- 2020年4月、退任[5]

## 人物
- ドラマ畑を歩み、独眼竜政宗の演出や、ドラマ部長を務め、2011年にはドラマ部門出身者としては久々の理事に昇格を果たした[6]。
- 放送統括として放送総局長を務め、従前分断されていた制作局と報道局の一体運用に取り組む[7]。2017年に東京オリンピック・パラリンピック実施本部が設置されると2020年東京オリンピック・パラリンピック業務統括として同本部長を兼務。2018年に放送総局デジタルセンターが発足後は同センターを担当するデジタル業務統括も務める。また、NHKスペシャルなどの作制を行う放送総局大型企画開発センターも担当[8]。
- 公益財団法人NHK交響楽団の理事長として転出したが、わずか11ヶ月で専務理事放送総局長として帰任した異例の経歴を持つ。
- NHK山形放送局の記者が甲府放送局時代から強姦事件を重ねて逮捕・起訴された件につき[9]、上田良一会長が給与の30%を2017年4月からの3カ月間、自主返納することとし、専務理事の木田も、堂元光副会長や荒木裕志理事（放送統括補佐）とともに給与の10%を2017年4月からの3カ月間、自主返納することとした[10]。なお、この発表を行った翌日の4月6日に、元職員は強姦致傷容疑で山梨県警に再逮捕されている（山形を含めると3回目）[11]。
- 2019年に元総務事務次官の鈴木康雄日本郵政上級副社長がNHKを暴力団に例え、NHKのディレクターから日本郵政の広報担当者に対し「取材を受けてくれれば、動画を消す」と言われたと主張したことに対し、「指摘のような事実はない」と反論した[12][13]。

## 担当番組
- 花へんろ（演出、1985年）
- はね駒（演出、1986年）
- 独眼竜政宗（演出、1987年）
- イキのいい奴（演出、1987年）
- 翔ぶが如く（演出、1990年）
- 花の乱（制作、1994年）
- 毛利元就（制作総指揮、1997年）
- 女性捜査官アイキャッチャー（制作統括、1999年）
- 聖徳太子（制作統括、2001年）
- バブル（プロデューサー、2001年）
- 悪意（プロデューサー、2001年）
- 緑のクリスマス（制作統括、2002年）
- 抱きしめたい（制作統括、2002年）
- 愛の家〜泣き虫サトと7人の子〜（制作統括、2003年）
- 大友宗麟〜心の王国を求めて（チーフプロデューサー、2004年）